# Чеський сад
Чеський сад (чес. Zahrada Čech) — родючий регіон Чеської Республіки з температурою вище середнього, який розташований у нижній частині Погоржі та долині Ельби. Ця назва, вперше відзначається у 17 столітті, все частіше з 19 ст. 
Богуслав Бальбін так писав про ці пейзажі у третій книзі своєї історичної збірки: 
|                     | Цей краєвид справедливо називають чеським раєм, усе тут надзвичайно родюче, незалежно від того, чи маєте ви на увазі будь-які посіви, чудові сади, пагорби, вкриті врожаєм, чи гірські схили, прикрашені виноградниками... Оригінальний текст (чес.) Právem se litoměřická krajina nazývá rájem Čech, vše je zde neobyčejně úrodné, ať máš na mysli plodiny jakéhokoli druhu, utěšené zahrady, kopce porostlé osením a horské stráně ozdobené vinicemi... |
| — Богуслав Бальбін, | |

- У більш широкому сенсі воно включає область нижньої течії річки Огрже, тобто від Дуповських гір до впадіння в Ельбу, яка також включає Чеське центральне нагір'я .
- вужче визначення може включати райони Мельник, Літомержіце, Луни та Хомутов .
- у найвужчому значенні лише околиці міста Літомержиці, тобто Літомержицький край як такий

Тут розташовані частини регіонального ландшафтного парку Чеське центральне нагір'я.
Чеський сад – це також ярмарок сільськогосподарської продукції, сільськогосподарської техніки та приладдя для фермерів і садівників, який проходить у Літомержиці. Також ця назва іноді використовується на позначення виставкового центру у Літомержиці.
1. ↑  ZILYNSKYJ, Bohdan - Co je nám do jejich ráje. Stěhování Českého ráje od Litoměřic k Turnovu na konci 19. století; Published in Dějiny a současnost ISSN 0418-5129 Kulturně historická revue 27, č. 5.